# Campeonato Europeu de Patinação Artística no Gelo de 1950
O Campeonato Europeu de Patinação Artística no Gelo de 1950 foi a quadragésima segunda edição do Campeonato Europeu de Patinação Artística no Gelo, um evento anual de patinação artística no gelo organizado pela União Internacional de Patinação (em inglês:  International Skating Union) onde os patinadores artísticos competem pelo título de campeão europeu. A competição foi disputada entre os dias 17 de fevereiro e 19 de fevereiro, na cidade de Oslo, Noruega.

## Eventos
- Individual masculino
- Individual feminino
- Duplas

## Medalhistas
| Evento                        | Ouro                                  | Prata                                   | Bronze                                    |
| Individual masculino detalhes | Ede Király · Hungria                  | Helmut Seibt · Áustria                  | Carlo Fassi · Itália                      |
| Individual feminino detalhes  | Alena Vrzáňová · Tchecoslováquia      | Jeannette Altwegg · Reino Unido         | Jacqueline du Bief · França               |
| Duplas detalhes               | Marianne Nagy · László Nagy · Hungria | Eliane Steineman · André Calame · Suíça | Jennifer Nicks · John Nicks · Reino Unido |

## Resultados

### Individual masculino
| Pos.              | Nome             | Nacionalidade   |
| ----------------- | ---------------- | --------------- |
| Medalha de ouro   | Ede Király       | Hungria         |
| Medalha de prata  | Helmut Seibt     | Áustria         |
| Medalha de bronze | Carlo Fassi      | Itália          |
| 4                 | Zdeněk Fikar     | Tchecoslováquia |
| 5                 | Kurt Sönning     | Suíça           |
| 6                 | Kalle Tuulos     | Finlândia       |
| 7                 | Per Cock-Clausen | Dinamarca       |

### Individual feminino
| Pos.              | Nome               | Nacionalidade   |
| ----------------- | ------------------ | --------------- |
| Medalha de ouro   | Alena Vrzáňová     | Tchecoslováquia |
| Medalha de prata  | Jeannette Altwegg  | Reino Unido     |
| Medalha de bronze | Jacqueline du Bief | França          |
| 4                 | Barbara Wyatt      | Reino Unido     |
| 5                 | Dagmar Lurchova    | Tchecoslováquia |
| 6                 | Beryl Bailey       | Reino Unido     |
| 7                 | Regula Arnold      | Suíça           |
| 8                 | Alexandra Cerna    | Tchecoslováquia |
| 9                 | Miloslava Tumova   | Tchecoslováquia |
| 10                | Gun Ericson        | Suécia          |
| 11                | Suzanne Wirz       | Suíça           |
| 12                | Yolande Jobin      | Suíça           |
| 13                | Leena Pietilä      | Finlândia       |
| 14                | Bjørg Lohner       | Noruega         |
| 15                | Ingeborg Nilsson   | Noruega         |

### Duplas
| Pos.              | Nome                            | Nacionalidade   |
| ----------------- | ------------------------------- | --------------- |
| Medalha de ouro   | Marianne Nagy / László Nagy     | Hungria         |
| Medalha de prata  | Eliane Steineman / André Calame | Suíça           |
| Medalha de bronze | Jennifer Nicks / John Nicks     | Reino Unido     |
| 4                 | Bela Zachová / Jaroslav Zach    | Tchecoslováquia |
| 5                 | Elly Stärck / Harry Gareis      | Áustria         |
| 6                 | Soňa Burjanova / Miroslav Balůn | Tchecoslováquia |

## Quadro de medalhas
| Ordem | País            | Medalha de ouro | Medalha de prata | Medalha de bronze |   | Ordem por total |
| ----- | --------------- | --------------- | ---------------- | ----------------- | - | --------------- |
| 1     | Hungria         | 2               |                  |                   | 2 | 1               |
| 2     | Tchecoslováquia | 1               |                  |                   | 1 | 3               |
| 3     | Reino Unido     |                 | 1                | 1                 | 2 | 1               |
| 4     | Áustria         |                 | 1                |                   | 1 | 3               |
| 4     | Suíça           |                 | 1                |                   | 1 | 3               |
| 6     | França          |                 |                  | 1                 | 1 | 3               |
| 6     | Itália          |                 |                  | 1                 | 1 | 3               |
| TOTAL | TOTAL           | 3               | 3                | 3                 | 9 | —               |